# Консумация (брак)
В много традиции и статути на гражданското и религиозно право консумацията на брака, или просто консумацията (на английски: consummation), е първият сексуален акт (или първият официално приет за достоверен) между двама души след брак между тях или след дълго сексуално привличане.
Религиозното, културно и законово значение на консумацията може да произлезе от теории за брака като имащ за цел създаването на законово признати потомци на партньорите и нейното отсъствие може да доведе до анулиране на брака.
В допълнение към тези формални и буквални употреби терминът съществува също в неформална употреба за сексуална повратна точка във връзки с различна интензивност и продължение.
|  | Тази страница частично или изцяло представлява превод на страницата Consummation в Уикипедия на английски. Оригиналният текст, както и този превод, са защитени от Лиценза „Криейтив Комънс – Признание – Споделяне на споделеното“, а за съдържание, създадено преди юни 2009 година – от Лиценза за свободна документация на ГНУ. Прегледайте историята на редакциите на оригиналната страница, както и на преводната страница, за да видите списъка на съавторите. ВАЖНО: Този шаблон се отнася единствено до авторските права върху съдържанието на статията. Добавянето му не отменя изискването да се посочват конкретни източници на твърденията, които да бъдат благонадеждни. |